# 해군 부사관 성추행 피해 사망 사건
성추행 피해 해군 부사관 사망 사건은 2021년 8월 13일에 대한민국 해군 제2함대 소속 여성 해군 부사관이 성폭행 피해를 신고한 뒤 자살한 사건이다.

## 같이 보기
- 공군 부사관 성추행 피해 사망 사건